# 湘潭广播电视台新闻综合广播
986新闻频道（2006年4月1日－2007年3月31日）是位于湖南省湘潭市，以湘潭、长沙、株洲、娄底、衡阳为播送范围的广播电台。电台内容以音乐及新闻资讯为主，定位于校园及都市白领。
电台全称为“湘潭人民广播电台新闻频道”，正式呼号为“湘潭电台新闻频道”，一般对外呼号为“986新闻频道”。2007年1月1日，对外呼号更改为“986新闻电台”。电台口号为“活力新闻，新鲜广播”。
上级主管为湘潭广播电视局。前频道名称：986音乐之声，被取代名称：红色经典频道。 

## 简介
986新闻电台全称为湘潭人民广播电台新闻频道，呼号为“湘潭电台新闻频道”。电台成立于2006年3月，其前身为“986音乐之声”。正式开台时间为2006年4月1日。电台早期定位为纯时政新闻类的电台。后由于收听率的压力，在保留主要新闻节目的基础上，将“986音乐之声”时代的音乐、娱乐节目重新并入节目安排，并开始制作一些贴近普通民众生活需求的生活资讯类节目。
2007年3月，由于湘潭广播电视局的重新改革，986新闻电台与湘潭人民广播电台交通频道合并成“湘潭人民广播电台新闻交通频道”。但由于电台总监及大部分主持人在合并之后陆续离开了湘潭人民广播电台新闻交通频道，986新闻电台的历史也正式宣告结束。986新闻频道结束播出历史之后，原频率FM98.6以节目外包形式改版成红色经典频道。

## 由来
湘潭人民广播电台成立于1960年。
2006年，湘潭人民广播电台尝试电台体制改革，将电台下属FM98.6和FM104.2两个频率拆分成两个独立核算主体，同时新开播频率FM97.8。
- FM104.2为湘潭人民广播电台交通频道，呼号为“湘潭电台交通频道”；
- FM98.6由“986音乐之声”改版成湘潭人民广播电台新闻频道，呼号为“湘潭电台新闻频道”。
- FM97.8由试播时期的“雨湖区电台”改版成湘潭人民广播电台音乐频道，由湘潭电台交通频道团队进行联合运营，呼号为“交广音乐台”

## 收听频率
- FM98.6：湘潭新闻广播

2006年3月前，986音乐之声；
2006年4月1日－2007年3月31日，986新闻频道；
2007年4月1日—2011年9月18日，红色经典频道；
2011年9月19日—2014年12月31日，与湖南人民广播电台合办，并更名为芒果Radio湘潭之声；
2015年1月1日—2016年3月31日，因湖南人民广播电台下属的两大联播网资源整合，更名为“芒果Radio湘潭之声最爱986”；
2016年4月1日—2018年7月15日，“最爱音乐台”联播网结束在FM98.6的运营，变更呼号为湘潭新闻广播；
2018年7月16日—2019年2月28日，该频率再次改版为“最爱986湘潭私家车广播”。
2019年3月1日起，原FM98.6频率停播，同时变更播出频率为FM88.2，呼号相应调整为“湘潭新闻综合广播”与“最爱882湘潭私家车广播”并行使用。
（官方全称：“湘潭人民广播电台新闻综合频道”）。
- FM104.2：湘潭交通频道

2007年4月前，湘潭交通频道；
2007年4月1日—2011年9月18日，与986新闻频道合并成湘潭人民广播电台新闻交通频道；
2011年9月19日起，由于FM98.6芒果Radio湘潭之声开始试播，FM104.2恢复原台呼为湘潭交通频道；
2016年5月23日起，该频率获湘潭市应急办授予为“湘潭应急广播”，因此台呼增加“湘潭应急广播”并行播出。
（官方全称：“湘潭人民广播电台交通频道”）。
- FM97.8：湖南乐生活调频

2006年5月16日—2006年7月31日，雨湖区广播电台（雨湖之声）；
2006年8月1日—2008年2月9日，交广音乐台；
2008年2月10日—2011年11月20日，因开播以来长期未获得广电总局的正式批文，导致被勒令停播；
2011年11月21日-2019年7月26日，频率恢复播出，与湖南生动文化传播有限公司合办，变更呼号为乐生活调频。
2019年7月27日起，因频率营运资源整合，该频率再次停播。
（官方全称：“湘潭人民广播电台音乐生活频道”）。
以上三个频率仅限湘潭、长沙、株洲及其周边县市区收听。

## 特色节目
- 市长热线

与市政府联办的新闻节目，也是湘潭市当时唯一一档时政新闻的电台节目。
- 我的唱片街

音乐资讯节目，为中国音乐联播网及亚太音乐榜加盟节目。
- 缘分的天空

电台交友节目，湘潭最长寿的电台节目。
- 986点歌台

音乐点歌节目，湘潭晚间收听率最高节目以及湘潭最受大学生欢迎的电台节目。

## 经典活动
- 第三届中国大学生DV艺术节

活动由湘潭大学承办，986新闻频道为本次活动的独家地方媒体合作。
- 第三届仙女湖情人节在湘潭举行新人选拔大赛

仙女湖情人节为江西省仙女湖风景区管理机构及米兰婚纱机构联合主办，986新闻频道负责湖南地区新人选拔的活动策划、执行及推广。
- 为爱西行，湘西贫困地区援助行动

活动由986新闻频道与湖南地区最大的民间慈善机构爱心屋合作，为湘西贫困地区的民众提供衣物等援助。
- 湘潭大学生主持人大赛

986新闻频道独家主办，联合湘潭大学、湖南科技大学、湖南工程学院、湘潭职业技术学院、湖南城建职业技术学院和湘潭广播电视大学等六所高校打造的主持人选秀活动。

## 部分电台工作人员
- 石顺清 （页面存档备份，存于） 时任电台总监 2007年4月离职（后加盟《湘潭城市报》）
- 郭阔 时任电台节目部主任、主持人
- 宏健 （页面存档备份，存于） 时任电台策划部主任、主持人 2007年9月离职（后加盟湖南人民广播电台交通频道）
- 文婕 时任电台总编室主编
- 姜红 时任电台节目制片人 2007年4月离职（后加盟梦洁）
- 雪凝 时任电台主持人 2007年2月离职（后加盟忻州人民广播电台交通频道）
- 海威 时任电台节目部副主任、主持人 2007年2月离职（后加盟麦当劳）
- 齐凡 （页面存档备份，存于） 时任电台策划部副主任、主持人 2007年4月离职（后加盟搜狐）
- 煊赫 时任电台主持人 2007年4月离职（后加盟湖南教育电视台）